# Vestuário japonês

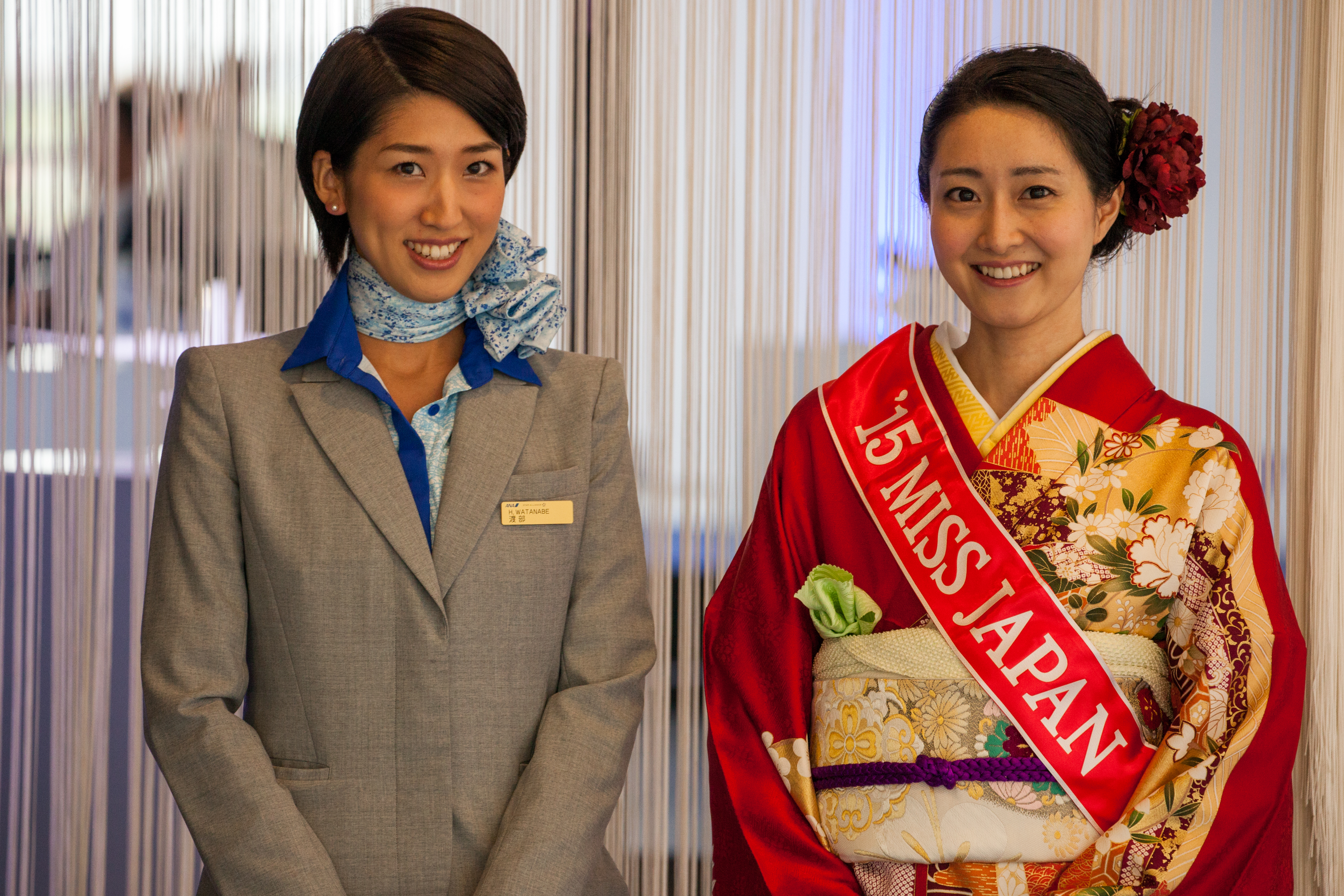
Vestuário feminino ocidental e tradicional.

Atualmente, existem dois tipos de vestuário japonês: o tradicional (wafuku, 和服) e o ocidental (yōfuku, 洋服).
Entre o vestuário tradicional encontra-se o quimono, a yukata e o jimbei.